# Tour de France 2005/2. Etappe
Die 2. Etappe der Tour de France 2005 war 181,5 Kilometer lang und führte von Challans nach Les Essarts. Die Strecke war weitgehend flach und führte durch das Département Vendée.
Die vier Fahrer László Bodrogi, David Cañada, Thomas Voeckler und Sylvain Calzati konnten sich nach knapp 15 Kilometern vom Hauptfeld absetzen und konnten zwischenzeitlich einen Vorsprung von 4:15 Minuten herausholen. Somit war Bodrogi „virtueller“ Führender im Gesamtklassement. Die einzige Bergwertung des Tages entschied Thomas Voeckler für sich, der bei der letzten Tour während mehreren Tagen das Gelbe Trikot getragen hatte. In der Steigung fiel Bodrogi zurück. Die übrigen drei Fahrer wurden schließlich acht Kilometer vor dem Ziel vom Feld eingeholt. Der aus der Region stammende Walter Bénéteau versuchte, sich vom Feld abzusetzen, wurde aber drei Kilometer vor dem Ziel wieder eingeholt.
Im Spurt auf der Zielgeraden konnte sich Tom Boonen vor Thor Hushovd und Robbie McEwen durchsetzen. Etwa ein Drittel der Fahrer wurden zeitgleich mit dem Sieger gewertet, während die übrigen zwei Drittel etwas zurückfielen. Dadurch konnten u. a. Ivan Basso, Andreas Klöden und Jan Ullrich fünf Sekunden auf Lance Armstrong herausholen. László Bodrogi gewann zwei Zwischensprints und rückte mit den zwölf Bonifikationssekunden auf Platz 3 der Gesamtwertung vor.
Wegen eines Sturzes, der sich innerhalb der letzten drei Kilometer ereignete und einen Großteil des Feldes behinderte, wertete die Jury nachträglich alle Fahrer mit derselben Zeit. Die fünf Sekunden Rückstand, u. a. von Lance Armstrong, wurden somit aufgehoben.

## Zwischensprints
1. Zwischensprint in Grouet (17,5 km)
| Erster  | Robert Hunter 6 P. und 6 s     |
| Zweiter | Fabian Wegmann, 4 P. und 4 s   |
| Dritter | Philippe Gilbert, 2 P. und 2 s |

2. Zwischensprint in Talmont-Saint-Hilaire (69,5 km)
| Erster  | László Bodrogi 6 P. und 6 s   |
| Zweiter | Thomas Voeckler, 4 P. und 4 s |
| Dritter | Sylvain Calzati, 2 P. und 2 s |

3. Zwischensprint in Château-Guibert (150 km)
| Erster  | László Bodrogi 6 P. und 6 s   |
| Zweiter | Sylvain Calzati, 4 P. und 4 s |
| Dritter | David Cañada, 2 P. und 2 s    |

### Bergwertungen
Côte du Lac de la Vouraie Kategorie 4 (165 km)
| Erster  | Thomas Voeckler 3 P.  |
| Zweiter | David Cañada, 2 P.    |
| Dritter | Sylvain Calzati, 1 P. |